# Saab GT750
La Saab GT750 est une automobile développée et produite par Saab entre 1958 et 1962.
La Saab GT750 est une 93 spécialement améliorée pour le marché nord américain. Elle sera produite à partir d'une base 96 dès 1960. Dévoilée en avril 1958 à l'occasion du salon automobile de New York, la voiture présentait un intérieur luxueux avec une sellerie très épaisse, un volant en bois, des ceintures de sécurité, des sièges avant réglables en plusieurs positions et une instrumentation nouvelle incluant un « Halda Speedpilot », sorte de dispositif analogique très courant en rallye indiquant la distance parcourue, la vitesse moyenne, la consommation moyenne ainsi que la température extérieure ; autant parler du premier ordinateur de bord. L'extérieur se caractérisait par la présence de deux rétroviseurs extérieurs au lieu d'un, deux phares supplémentaires, des feux arrière doublés, des enjoliveurs chromés et deux baguettes latérales chromées. Figurait également sur l'aile avant le logo chromé « Granturismo 750 ».
Le moteur deux-temps de 758 cm3 bénéficiait de deux carburateurs, pour développer une puissance de 50 ch (37 kW) entre 3 400 et 5 000 tr/min. Il existait également un kit 750GTR permettant de monter la puissance jusqu'à 55 ch (41 kW). D'autres versions modifiées amenaient la puissance jusqu'à 57 ch (43 kW).
En 1960, la GT750 se développa sur une base de 96 avec sa boîte de vitesses à quatre rapports, puis adopta le nouveau moteur de 841 cm3 dès 1962 et des freins à disque à l'avant. La voiture prit alors la désignation GT850, désignée Sport Car en Grande-Bretagne et Monte-Carlo en Amérique du Nord.